# Nano Memory Card

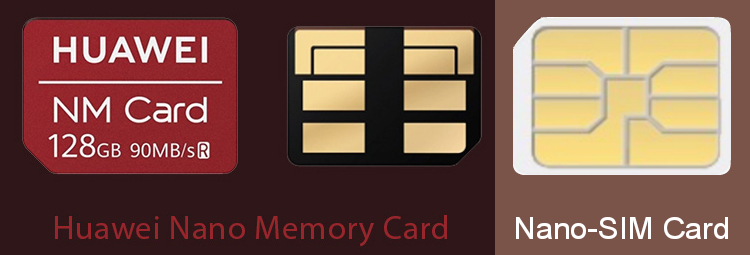
Nano Memory Card (links) im Vergleich zu einer Nano-SIM-Card

Bei der Nano Memory Card (NM Card, NM-Karte) handelt es sich um eine herstellerspezifische Speicherkarte des Herstellers Huawei, die in Smartphones dieses Anbieters Verwendung findet.
Derzeit gibt es die NM-Karten in drei Ausführungen, und zwar mit 64 GB, 128 GB und 256 GB Speicherkapazität. Die Lesegeschwindigkeit liegt bei 90 MB/s.

## Technische Details
Die Nano Memory Card verwendet das eMMC-4.5-Protokoll und erreicht in unabhängigen Benchmark-Tests eine Lesegeschwindigkeit von etwa 70 MB/s sowie Schreibgeschwindigkeiten von 73 bis 83 MB/s. Damit liegt die Leistung auf dem Niveau von microSD-Speicherkarten der Geschwindigkeitsklasse UHS-I.